# دور دنیا در ۸۰ روز (مجموعه تلویزیونی ۲۰۲۱)
دور دنیا در ۸۰ روز (انگلیسی: Around the World in 80 Days) یک مجموعهٔ تلویزیونی درام تاریخی ماجراجویی است که بر پایه رمانی به همین نام اثر ژول ورن در سال ۱۸۷۳ ساخته شده است، که در آن یک مرد انگلیسی به نام فیلیس فاگ در یک شرط‌بندی حاضر می‌شود کل دنیا را به همراه خدمتکارش ژان پاسپارتو در ۸۰ روز طی کند.
این سریال به طور مشترک توسط تلویزیون فرانسه، زد د اف آلمان، رای ایتالیا، با مشارکت مسترپیس (ایالات متحده) و ب-فیلمز/آر‌تی‌بی‌اف (بلژیک) ساخته شد. تولید این سریال در بریتانیا، فرانسه و آفریقای جنوبی و فیلمبرداری آن نیز در رومانی انجام شد. این سریال ابتدا در شبکه تلویزیون ملی بلژیک (لا اون) در ۵ دسامبر ۲۰۲۱ و سپس در بی‌بی‌سی وان در بریتانیا در ۲۶ دسامبر ۲۰۲۱ پخش شد. در نوامبر ۲۰۲۱، پیش از پخش، اعلام شد که تولید سریال برای فصل دوم تمدید شده است.

## داستان
داستان این سریال درباره فیلیس فاگ است که با یکی از اعضای بدجنس باشگاه ری‌فرم کلاب، بر سر اینکه او که می‌تواند در ۸۰ روز دنیا را دور بزند، به مبلغ ۲۰ هزار پوند شرط می‌بندد. برای این سفر، خدمتکار جدید او پاسپارتو و روزنامه‌نگاری به نام ابیگیل فیکس هم به او ملحق می‌شوند. اگرچه داستان تخیلی است، اما در این سریال اشخاص واقعی مانند آدولف تیر، جین دیگبی و بس ریوز در تعامل با شخصیت‌های داستانی به تصویر کشیده شده‌اند.

## بازیگران

### اصلی
- دیوید تننت در نقش فیلیس فاگ
- ابراهیم کوما در نقش ژان پاسپارتو
- لیونی بنش در نقش ابیگیل فیکس

### تکرار شونده
- جیسون واتکینز
- پیتر سالیوان
- ریچارد ویلسون
- جف راولی
- لئون کلینگمن
- آنتونی فلانگان
- دیوید شروود

### اپیزودیک (گزیده)
- جووانی شیفونی (قسمت ۲)
- لینزی دانکن (قسمت ۳)
- پاتریک کندی (قسمت ۵)
- ویکتوریا اسمورفیت (قسمت ۵)
- شان کامرون مایکل (قسمت ۵)
- جان لایت (قسمت ۷)
- دالی ولز (قسمت ۸)
- دامینیک کارتر (قسمت ۸)